# Echalabeedu, Sakleshpur
Echalabeedu là một làng thuộc tehsil Sakleshpur, huyện Hassan, bang Karnataka, Ấn Độ.